# Allopachria taiwana
Allopachria taiwana är en skalbaggsart som först beskrevs av Satô 1990.  Allopachria taiwana ingår i släktet Allopachria och familjen dykare. Inga underarter finns listade i Catalogue of Life.